# Davide Matteini
Davide Matteini (Livorno, 11 maggio 1982) è un ex calciatore italiano, di ruolo centrocampista.

## Caratteristiche tecniche
È un esterno in grado di giocare sia a centrocampo che in attacco.

## Carriera
Esordisce con la maglia dell'Empoli nel 2000-2001 in Serie B, totalizzando una presenza. Dall'Empoli passa al Gualdo, in Serie C2, dove firma 18 gol in 32 presenze.
Nel 2002-2003 fa il salto di categoria e passa in Serie C1 alla Pro Patria, con cui va in rete 5 volte su 16 partite disputate. A gennaio di quella stessa stagione il presidente Maurizio Zamparini lo porta a Palermo, dove totalizza una presenza in Serie B.
Nel 2003-2004 gioca nella sua città natale, Livorno, in Serie B, dove disputa 7 partite realizzando un gol. A metà stagione torna in Serie C1 per vestire la maglia del Teramo, segnando 4 gol in 11 partite, e la stagione successiva migliora il bottino con il Padova (8 reti in 15 gare). Torna in Serie B a gennaio del 2005 vestendo la maglia del Crotone, con cui colleziona 13 presenze e una rete all'attivo.
Nel 2005-2006 lo ingaggia il Pescara e in Abruzzo segna 9 gol in 33 partite di B, quattro dei quali in una singola gara (Pescara-Triestina 5-1).
Nella stagione successiva arriva la chiamata in Serie A da parte dell'Empoli, che lo rileva in comproprietà dal Palermo. Con la squadra toscana fa il suo esordio nella massima serie il 10 settembre 2006 nella gara Sampdoria-Empoli (1-2), entrando al 40' del primo tempo al posto di Vannucchi. Sette giorni dopo l'allenatore Luigi Cagni lo schiera titolare nella gara interna contro il Chievo Verona (terminata 1-1), mentre realizza il suo primo gol in Serie A il 15 ottobre nel derby del Castellani contro la Fiorentina, sbloccando nel primo tempo lo 0-0 iniziale (gara poi vinta dai viola per 2-1). Il suo ruolino finale è di 4 gol in 32 gare di campionato, alcuni dei quali importanti.
Nell'estate del 2007, con la risoluzione delle comproprietà alle buste, ritorna ai rosanero, capaci di un'offerta migliore di quella dei toscani. Un giorno prima della chiusura del calciomercato, passa in comproprietà al Parma, sempre in Serie A. Con il club parmense, allenato da Domenico Di Carlo, raccoglie 12 presenze (entrando 11 volte dalla panchina) ed un gol realizzato in Parma-Siena (2-2). A gennaio del 2008 viene girato in prestito al L.R. Vicenza con cui mette a segno 5 reti in 17 gare di Serie B.
La stagione successiva rientra al Parma, con cui gioca tra i cadetti realizzando un gol in due gare giocate, poi il 20 gennaio 2009 la società gialloblu cede la compartecipazione al Rimini, che a fine stagione le rinnova con il Palermo. La società romagnola fallisce al termine della stagione 2009-2010, ed il 31 agosto 2010, nell'ultimo giorno di calciomercato, viene ingaggiato dal Cosenza squadra che milita nel girone B di Prima Divisione. In Calabria viene schierato in una nuova posizione, venendo adattato nel ruolo di terzino dal tecnico Mario Somma. Totalizza 29 presenze in campionato (chiuso con la retrocessione) e realizza un gol contro il Viareggio, gara che il Cosenza vince in rimonta per 2-1. A fine stagione la società non si iscrive tra i professionisti, per cui il calciatore rimane svincolato.
Il 1º settembre 2011 viene ingaggiato dalla Reggiana con un contratto annuale più opzione per il secondo, continuando così a giocare in Prima Divisione. Con la squadra granata segna 4 gol in 27 presenze: il momentaneo pareggio nel derby d'andata col Carpi, il secondo gol granata nel derby interno contro la Spal vinto per 3-0, la rete del temporaneo 1-1 a Pisa (partita vinta poi dal Pisa per 2-1) e il gol decisivo nella vittoria per 1-0 in casa contro l'Avellino.
Al termine della stagione successiva, in cui la Reggiana si salva ai play-out, il contratto di Matteini scade e il giocatore rimane senza squadra.
L'11 ottobre 2013 firma un contratto con il Tuttocuoio. Nel gennaio 2014 è stato in procinto di firmare un contratto con il Brunei DPMM, squadra del Brunei che gioca nella S.League di Singapore, quindi il 31 gennaio 2014, ultimo giorno di calciomercato, si trasferisce al Viareggio.
Il 26 settembre 2014 firma per l'Atletico San Paolo Padova in Serie D. A fine stagione lascia la società padovana.

## Calcioscommesse
In seguito allo scandalo del calcioscommesse, il 10 giugno 2015 viene accusato di aver partecipato alla combine della partita Savona-Teramo decisiva per la promozione in Serie B degli abruzzesi.
Il 31 luglio viene deferito per illecito sportivo dalla Procura Federale e il 12 agosto la Procura Federale chiede per lui 3 anni e 6 mesi di squalifica con un'ammenda da 60.000 euro. Il 20 agosto il Tribunale Federale Nazionale conferma la richiesta dell'accusa, ritenendo il calciatore responsabile dell'alterazione dello svolgimento e del risultato della gara.
Il 27 marzo 2017, per il filone Dirty Soccer 3, viene condannato ad un anno di squalifica in continuazione.

## Fuori dal campo
Il calciatore ha partecipato nell'estate 2018 alla sesta edizione di Temptation Island in qualità di tentatore.

## Statistiche

### Presenze e reti nei club
Statistiche aggiornate al 1º luglio 2015.
| Stagione            | Squadra              | Campionato      | Campionato | Campionato | Coppe nazionali | Coppe nazionali | Coppe nazionali | Coppe europee | Coppe europee | Coppe europee | Altre coppe | Altre coppe | Altre coppe | Totale | Totale |
| Stagione            | Squadra              | Comp            | Pres       | Reti       | Comp            | Pres            | Reti            | Comp          | Pres          | Reti          | Comp        | Pres        | Reti        | Pres   | Reti   |
| ------------------- | -------------------- | --------------- | ---------- | ---------- | --------------- | --------------- | --------------- | ------------- | ------------- | ------------- | ----------- | ----------- | ----------- | ------ | ------ |
| 2000-2001           | Empoli               | B               | 1          | 0          | CI              | 0               | 0               | -             | -             | -             | -           | -           | -           | 1      | 0      |
| 2001-2002           | Gualdo               | C2              | 32         | 18         | CI-C            | 0               | 0               | -             | -             | -             | -           | -           | -           | 32     | 18     |
| 2002-gen. 2003      | Pro Patria           | C1              | 16         | 5          | CI-C            | 0               | 0               | -             | -             | -             | -           | -           | -           | 16     | 5      |
| gen.-giu. 2003      | Palermo              | B               | 1          | 0          | CI              | 0               | 0               | -             | -             | -             | -           | -           | -           | 1      | 0      |
| 2003-gen. 2004      | Livorno              | B               | 7          | 1          | CI              | 1               | 0               | -             | -             | -             | -           | -           | -           | 8      | 1      |
| gen.-giu. 2004      | Teramo               | C1              | 12         | 4          | CI-C            | 0               | 0               | -             | -             | -             | -           | -           | -           | 12     | 4      |
| 2004-gen. 2005      | Padova               | C1              | 15         | 8          | CI-C            | 0               | 0               | -             | -             | -             | -           | -           | -           | 15     | 8      |
| gen.-giu. 2005      | Crotone              | B               | 13         | 1          | CI              | -               | -               | -             | -             | -             | -           | -           | -           | 13     | 1      |
| 2005-2006           | Pescara              | B               | 33         | 9          | CI              | 0               | 0               | -             | -             | -             | -           | -           | -           | 33     | 9      |
| 2006-2007           | Empoli               | A               | 32         | 4          | CI              | 3               | 0               | -             | -             | -             | -           | -           | -           | 35     | 4      |
| Totale Empoli       | Totale Empoli        | Totale Empoli   | 33         | 4          |                 | 3               | 0               |               | -             | -             |             | -           | -           | 36     | 4      |
| 2007-gen. 2008      | Parma                | A               | 12         | 1          | CI              | 0               | 0               | -             | -             | -             | -           | -           | -           | 12     | 1      |
| gen.-giu. 2008      | L.R. Vicenza         | B               | 17         | 5          | CI              | -               | -               | -             | -             | -             | -           | -           | -           | 17     | 5      |
| 2008-gen. 2009      | Parma                | B               | 2          | 1          | CI              | 0               | 0               | -             | -             | -             | -           | -           | -           | 2      | 1      |
| Totale Parma        | Totale Parma         | Totale Parma    | 14         | 1          |                 | 0               | 0               |               | -             | -             |             | -           | -           | 14     | 1      |
| gen.-giu. 2009      | Rimini               | B               | 12         | 0          | CI              | -               | -               | -             | -             | -             | -           | -           | -           | 12     | 0      |
| 2009-2010           | Rimini               | 1D              | 20+2       | 1+0        | CI+CI-LP        | 0+0             | 0+0             | -             | -             | -             | -           | -           | -           | 22     | 1      |
| Totale Rimini       | Totale Rimini        | Totale Rimini   | 34         | 1          |                 | 0               | 0               |               | -             | -             |             | -           | -           | 34     | 1      |
| 2010-2011           | Cosenza              | 1D              | 29+2       | 1+0        | CI+CI-LP        | 3+0             | 0+0             | -             | -             | -             | -           | -           | -           | 34     | 1      |
| 2011-2012           | Reggiana             | 1D              | 21         | 4          | CI+CI-LP        | 0+0             | 0+0             | -             | -             | -             | -           | -           | -           | 21     | 4      |
| 2012-2013           | Reggiana             | 1D              | 12+1       | 4+0        | CI+CI-LP        | 0+0             | 0+0             | -             | -             | -             | -           | -           | -           | 17     | 1      |
| Totale Reggiana     | Totale Reggiana      | Totale Reggiana | 49         | 8          |                 | 0               | 0               |               | -             | -             |             | -           | -           | 49     | 8      |
| ott. 2013-gen. 2014 | Tuttocuoio           | 2D              | 12         | 4          | CI-LP           | -               | -               | -             | -             | -             | -           | -           | -           | 12     | 4      |
| gen.-giu. 2014      | Viareggio            | 1D              | 10         | 2          | CI-LP           | -               | -               | -             | -             | -             | -           | -           | -           | 6      | 0      |
| 2014-2015           | Atletico S. Paolo PD | D               | 16         | 4          | CI-D            | -               | -               | -             | -             | -             | -           | -           | -           | 16     | 4      |
| Totale carriera     | Totale carriera      | Totale carriera | 307+2      | 68         |                 | 7               | 0               |               |               |               |             |             |             | 316    | 68     |